# Верхняя Рожанка
Верхняя Рожанка (укр. Верхня Рожанка) — село в Славской поселковой общине Стрыйского района Львовской области Украины.
Население по переписи 2001 года составляло 1134 человека. Занимает площадь 27,75 км². Почтовый индекс — 82665. Телефонный код — 3251.